# Épi-Olmèques

Sites épi-olmèques les plus importants.

La culture épi-olmèque  est une zone culturelle située dans la région centrale de l’actuel État mexicain de Veracruz, centrée sur le bassin du río Papaloapan, culture qui s’est développée pendant la Période Préclassique, depuis environ 300 av. J.-C. jusqu’à environ 250 apr. J.-C. La culture épi-olmèque a succédé à celle des Olmèques, d'où le préfixe épi-. Bien que les Épi-Olmèques n'aient pas égalé les réalisations de grande envergure de cette première culture, ils ont atteint, avec leur calendrier complexe et leur système d'écriture, un niveau de complexité culturelle inconnu des Olmèques.
Tres Zapotes et, peut-être, Cerro de las Mesas, ont été les plus grands centres épi-olmèques bien qu’ils n’atteignissent ni la taille ni l'importance des grandes villes olmèques qui les ont précédées, ni celle d’El Tajín qui les a suivi. Parmi les autres sites épi-olmèques moins importants figurent El Mesón, Lerdo de Tejada, La Mojarra, Bezuapan et Chuniapan de Abajo.

## Contexte culturel

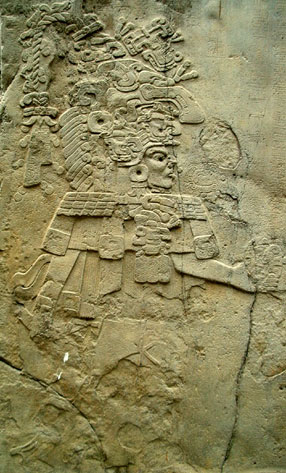
Vue du côté rive de la stèle 1 de Mojarra, montrant une personne identifiée comme le « Seigneur moissonneur de la montagne ».

L'essor de la culture épi-olmèque sur les marges ouest de la « zone métropolitaine olmèque » coïncide avec le dépeuplement de la moitié orientale du pays olmèque et le déclin de la culture olmèque en général. La culture épi-olmèque représente une transformation progressive plutôt qu'une rupture nette avec la culture olmèque. Ainsi, beaucoup de motifs artistiques olmèques sont employés par la culture qui lui succède. Tres Zapotes, un des plus grands sites olmèques, continue à être un centre régional sous la culture épi-olmèque. La vie quotidienne du peuple n’a pas changé, avec une agriculture de subsistance complétée par la chasse et la pêche occasionnelle, des maisons en torchis, couvertes de toits de chaume, et des fosses de stockage en forme de cloche.
La Période Préclassique tardive a vu un déclin généralisé des échanges interrégionaux et des autres interactions sur l’ensemble de la Mésoamérique, avec une baisse marquée de l'utilisation des articles exotiques de prestige, tels que les colliers de pierres vertes. Il est possible que ce commerce de produits exotiques ait été remplacé par l’utilisation de produits de luxe fabriqués localement, comme le tissu de coton et les grandes coiffes. Le déclin des interactions et des échanges interrégionaux n’a toutefois pas été uniforme ; les relations avec les cultures à travers l’Isthme de Tehuantepec ont augmenté et un accroissement des importations d'obsidienne a également été observé.
Contrairement à l'art olmèque plus ancien, l'art épi-olmèque affiche une perte générale de détails et de qualité. Les figurines en céramique sont moins réalistes et moins bien finies, et les monuments de basalte et la stèle de Tres Zapotes manquent du raffinement et des détails présents dans l'artisanat des premières œuvres de San Lorenzo et de La Venta.
En se basant sur la disposition de groupes de monticules décentralisés et de sculptures monumentales à Tres Zapotes, on suppose que la hiérarchie des Épi-Olmèques était moins centralisée que celle de leurs prédécesseurs Olmèques et sans doute caractérisée par un pouvoir divisé en factions plutôt qu'exercé par un seul chef.

## Sculptures épi-olmèques

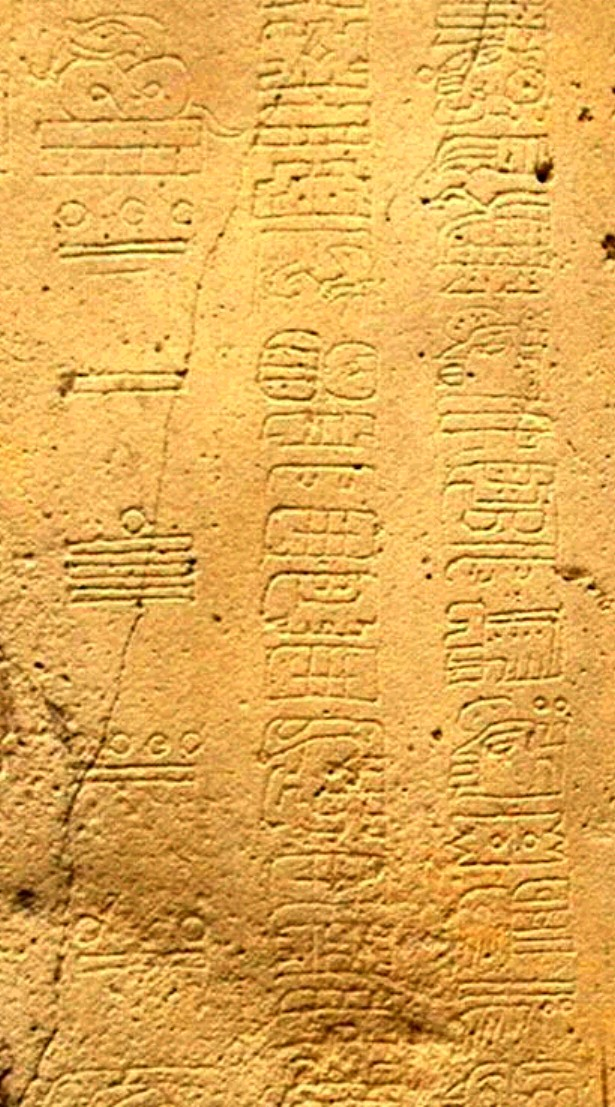
La Mojarra, une sculpture épi-olmèque

### Écriture et calendrier
Bien que des scènes qui apparaissent comme des événements historiques puissent être vues sur la Stèle 3 de La Venta (« Oncle Sam ») et du Monument 13 (« L'Ambassadeur »), la sculpture olmèque était plus préoccupée par les portraits de souverains, comme on le voit, par exemple, dans les dix-sept têtes colossales. En revanche, les monuments épi-olmèques montrent un intérêt croissant pour l'histoire, culminant avec l'apparition de transcriptions de dates. 
Ces transcriptions ont été rendues possibles pour la culture épi-olmèque par l'utilisation très précoce du calendrier compte long ainsi que par celle d’un très ancien système d'écriture, l’écriture épi-olmèque ou écriture ishtmique. Elle apparaît sur plusieurs sculptures épi-olmèques, y compris la stèle n° 1 de La Mojarra, la statuette de Tuxtla, et la stèle C de Tres Zapotes, dont chacune contient également une très ancienne date en compte long. Ces textes épi-olmèques sont les plus détaillés de cette époque en Méso-Amérique.
Bien que ni l'écriture ni le calendrier compte long ne soient spécifiques à la culture épi-olmèque, leur utilisation en combinaison est une de ses caractéristiques.

### Sujets traités
Alors que les monuments contemporains d'Izapa, à quelque 500 km au sud-est, représentent des sujets mythiques et religieux, les monuments épi-olmèques glorifient leurs rois. La Stèle 1 de La Mojarra, par exemple, montre un souverain avec une tenue et une coiffure élaborées. La traduction de Justeson et Kaufman du texte en écriture isthmique qui l'accompagne désigne le personnage sous le nom de « Seigneur moissonneur de la montagne » et le script raconte son ascension au pouvoir, la guerre, une éclipse solaire, le rituel de sa saignée, et le « sacrifice du saignement goutte à goutte »[source insuffisante], peut-être de son beau-frère.
Des monuments épi-olmèques similaires représentant des silhouettes habillées avec de grandes coiffes somptueuses figurent notamment sur la stèle Alvarado et la Stèle 1 d’El Mesón. Contrairement à la stèle de La Mojarra 1, ces deux monuments montrent également un personnage plus petit et probablement subalterne. Certains glyphes en écriture isthmique, rongés par les intempéries et érodés par le temps, apparaissent sur la stèle d’Alvarado. La Stèle 1 d’El Mesón ne contient pas de texte.
Cet art monumental « roi exalté » est devenu plus tard commun dans les terres mayas de l'est au cours de la Période Classique.

## Transformation finale
En l'an 250 de notre ère, Cerro de las Mesas, Remojadas, et d'autres sites situés plus au nord sur la côte de Veracruz, ont éclipsé Tres Zapotes. Bien que Tres Zapotes existât encore à la Période Classique, son heure de gloire avait pris fin et les Épi-Olmèques avaient cédé la place à la culture classique de Veracruz.